# مايك دار (لاعب كرة قاعدة)
مايك دار (بالإنجليزية: Mike Darr)‏ هو لاعب كرة قاعدة أمريكي، ولد في 23 مارس 1956 في بومونا في الولايات المتحدة.

## وصلات خارجية
- مايك دار (لاعب كرة قاعدة) على موقع دوري كرة القاعدة الرئيسي (الإنجليزية)
- مايك دار (لاعب كرة قاعدة) على موقعبيزبول رفرنس.كوم (الدوري الرئيسي) (الإنجليزية)
- مايك دار (لاعب كرة قاعدة) على موقعبيزبول رفرنس.كوم (الدوري الثانوي) (الإنجليزية)